# Persécution des huguenots sous Louis XV
 (juin 2015).
Si vous disposez d'ouvrages ou d'articles de référence ou si vous connaissez des sites web de qualité traitant du thème abordé ici, merci de compléter l'article en donnant les références utiles à sa vérifiabilité et en les liant à la section « Notes et références ».

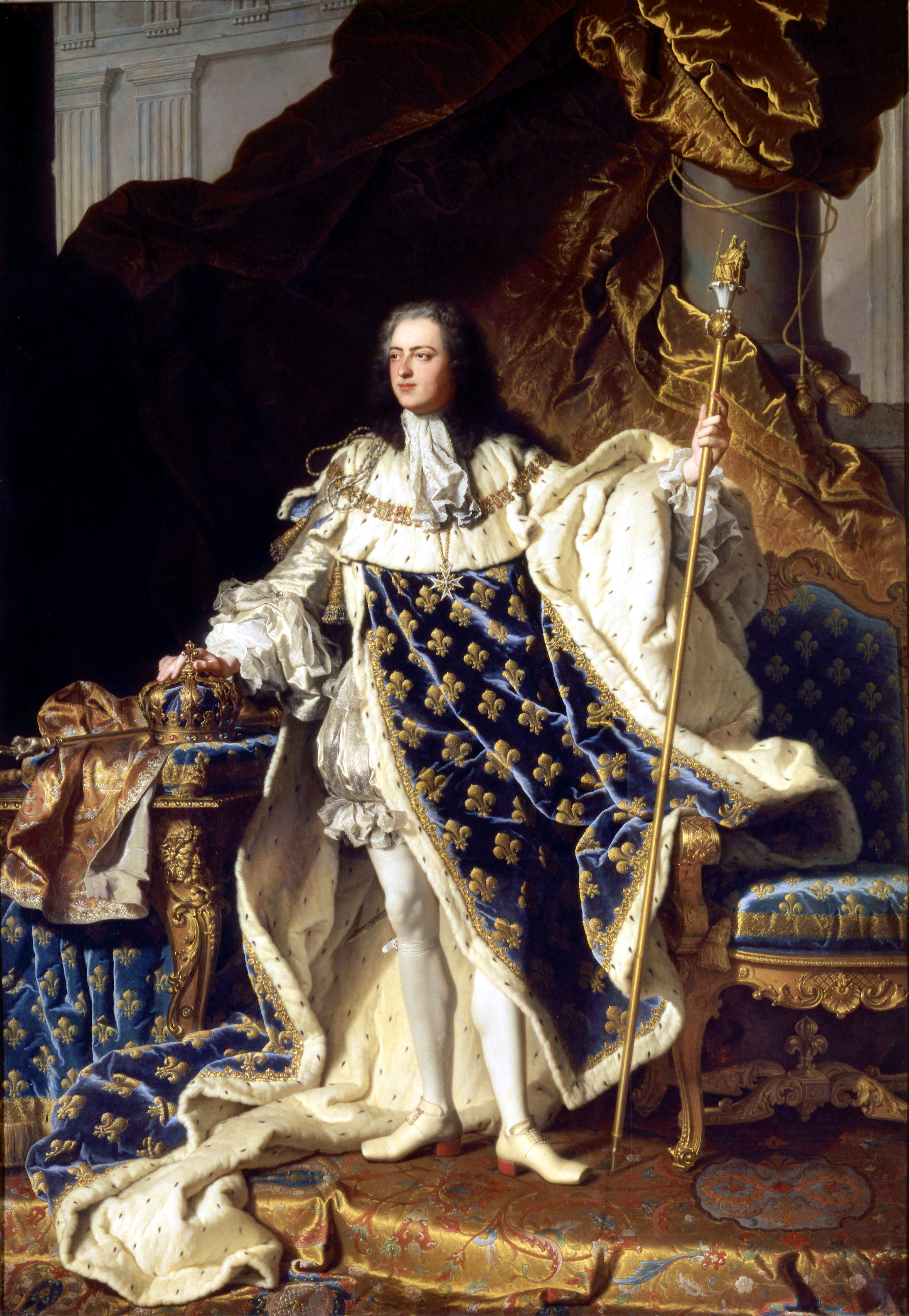
Louis XV peint par Hyacinthe Rigaud en 1730

La persécution des huguenots sous Louis XV se rapporte aux activités hostiles pratiquées envers les protestants français entre 1724 et 1764, durant le règne de Louis XV.

## Sous de précédents rois
Les adeptes de la religion protestante en France, appelés d'abord luthériens puis huguenots à partir de 1555, s'étaient vu attribuer des droits substantiels de paix religieuse, politiques et militaires, par Henri IV et son édit de Nantes (1598). Plus tard, succédant à de nouveaux soulèvements, une partie de leurs privilèges politiques et militaires furent supprimés par Louis XIII. Mais en 1622 l'édit de Montpellier rétablit la paix religieuse en confirmant l'édit de Nantes, promulguant même l'extension de la liberté d'exercice de culte des protestants mais diminuant le nombre de leurs places de sûreté à deux (La Rochelle et Montauban).
Cette situation perdura jusqu'au règne personnel de Louis XIV. Dans les débuts, il envisagea de convertir les protestants (nommés alors "religionnaires") au catholicisme à l'aide de moyens pacifiques, y compris des avantages financiers mais petit à petit, il utilisa des méthodes plus dures, qui culminèrent dans les « dragonnades » employant les soldats logés dans les demeures des protestants pour les contraindre à se convertir par la force. En 1685, par l'édit de Fontainebleau, il révoqua purement et simplement l’édit de Nantes, abolissant tous les droits des protestants dans le royaume.
Face à cette persécution, de nombreux protestants se convertirent au catholicisme, d'autres fuirent le pays. Toutefois, ceux qui se convertirent ne le firent généralement qu'en apparence. Dès que la vigilance gouvernementale se relâchait, ils négligeaient le service de l’Église catholique et, lorsqu'ils en avaient le courage, ils se réunissaient dans leurs maisons ou en plein air pour célébrer le culte de leur foi. En vérité, le nombre de protestants qui devinrent vraiment catholiques et qui transmirent leur nouvelle foi à leurs descendants fut insignifiant.
Les peines pour prêcher ou assister à une assemblée protestante étaient très lourdes : la condamnation à vie aux galères pour les hommes, l'emprisonnement pour les femmes et la confiscation de tous les biens étaient chose commune.
Au début de 1702, un groupe de protestants de la région des Cévennes, connus sous le nom de Camisards  se souleva contre l'autorité gouvernementale. Les combats cessèrent, pour l'essentiel, après 1704, mais seulement pour reprendre de manière sporadique après 1710 et pour les cinq années qui suivirent. La religion protestante resta interdite en France (hors Alsace, où elle fut protégée par le traité de Westphalie) jusqu'à la mort de Louis XIV en 1715.

## Sous Louis XV
Comme Louis XV n’avait que cinq ans lorsqu'il devint roi la France fut gouvernée par un régent, le duc d’Orléans, lequel ne voyait aucun intérêt à poursuivre les persécutions. Bien que les lois du pays restassent inchangées, leur application s’assouplit. Les protestants recommencèrent à pratiquer leur religion, principalement dans des régions comme le Languedoc, le Dauphiné, la Guyenne et le Poitou. Il n’en demeurait pas moins ceux qui se faisaient avocats de la rigueur dans le traitement des protestants. Le plus éminent d’entre eux était l’archevêque de Rouen, Louis III de La Vergne de Tressan, Grand Aumônier du Régent. Il intervenait tant auprès du Régent que de son principal ministre, le Cardinal Dubois, réclamant des mesures sévères envers les protestants. Ses propositions furent rejetées.
Lorsqu'en 1723, à la mort du Régent, le duc de Bourbon devint premier ministre, l’archevêque trouva en lui une oreille plus attentive et il fut appelé à rédiger une loi générale « contre l’hérésie ». Cette loi fut proclamée, officiellement par le roi, le 14 mai 1724 :  
« De tous les grands projets de notre plus honoré Seigneur et arrière-grand-père, il n’en est pas qui me tienne plus à cœur de mettre en œuvre que celui qu’il conçut pour éradiquer l’hérésie de son royaume. Ayant atteint la majorité, notre premier soin fut d’avoir devant les yeux les édits dont la mise en pratique a été différée, tout principalement dans les provinces atteintes par la contagion. Nous avons constaté que les manquements majeurs qui demandent réparation rapide sont les rassemblements illicites, le manque d’éducation des enfants, la négligence du devoir des fonctionnaires d’enseigner la religion catholique, l’application des peines envers ceux qui rechutent ainsi que la célébration du mariage, tous faits conduisant à nos présentes décisions : Seront condamnés : les prêcheurs à la peine de mort, leurs complices à la prison à vie, les femmes à être rasées et emprisonnées à vie. Confiscation des biens : les parents qui négligeront de faire baptiser leurs enfants sous les 24 heures, de veiller à ce qu’ils aillent régulièrement au catéchisme et à l’école, à des amendes du montant atteint par l’ensemble des infractions, même à des peines plus sévères.  
Les sages-femmes, médecins, chirurgiens, apothicaires, domestiques, parents qui ne rendraient pas compte au curé de la paroisse de toute naissance ou maladie, à des peines d’amende. Toute personne qui exhorterait les malades : aux galères ou à l’emprisonnement à vie, selon le sexe ; confiscation des biens. Les malades qui refuseraient les sacrements : s’ils guérissent, au bannissement à vie, s’ils meurent, à être trainés au gibet sur une claie. Les mariages par procuration sont illégaux ; les enfants qui en sont issus sont déclarés déshérités. Les mineurs dont les parents se sont expatriés peuvent se marier sans leur autorisation ; mais les parents dont les enfants vivent en terre étrangère ne doivent pas autoriser leur mariage, sous peine de condamnation aux galères pour les hommes et de bannissement pour les femmes. Enfin, de toutes les amendes et confiscations, la moitié devra être utilisée à la subvention des nouveaux convertis ».    
Cette loi équivalait, en certaine mesure dépassait même, les arrêts les plus sévères de Louis XIV. Toutefois, les temps avaient changé. Les décrets de Louis XIV contre les protestants avaient été salués avec enthousiasme par une large majorité du pays. Mais le présent édit n’avait pas été mûri par le clergé : c’était « l’œuvre d’un homme ambitieux (Tressan) soutenu par quelques fanatiques ». Les magistrats non plus n’étaient pas aussi enthousiastes que le public pour appliquer cet édit.
La discrimination ne fut pratiquée sérieusement que là où les autorités locales étaient strictes et loyales envers l’édit. Ce fut majoritairement le cas dans le sud de la France, principalement dans les diocèses de Nîmes et d’Uzès, et dans le Dauphiné. Les prêcheurs protestants et / ou les meneurs agissant en France durant cette période comprenaient entre autres Antoine Court,, Paul Rabaut, Alexandre Ramsey et Roger. Ils vivaient souvent en nomades dans des contrées sauvages pour éviter la capture.
Les historiens estiment que durant les 40 ans qui suivirent la parution de l’édit de 1724, le nombre d’hommes et de femmes emprisonnés ou envoyés aux galères pour des infractions religieuses fut d’environ deux mille. Selon Antoine Court, huit prêcheurs furent exécutés au cours de cette période. C'est là un pourcentage de perte bien moindre que celui survenu durant la dernière partie du règne de Louis XIV.  
Toulon était le lieu où la plupart des hommes condamnés aux galères pour crimes religieux effectuaient leur peine.
Des femmes protestantes furent détenues, pour certaines d'entre elles pendant plusieurs décennies, dans la Tour de Constance, à Aigues-Mortes ; les lettres de Marie Durand, qui y a été emprisonnée pendant 38 ans, permettent de s'en faire une idée plus précise. À la suite de l'intervention du Prince de Beauvau, la douzaine de femmes toujours retenues là fut relâchée à la fin des années 1760.
Au cours des décennies qui suivirent 1724, l’enthousiasme dans la poursuite des protestants continua à décliner ; après 1764, « ils connurent pratiquement la tolérance durant un quart de siècle avant que la loi ne leur garantisse la tolérance légale » par l’Édit de Versailles de 1787.

## Dans la littérature
André Chamson, La Tour de Constance, 1970 ; l'action du roman reprend l'histoire des prisonnières de la Tour de Constance et celle de l'ultime survivante Marie Durand.